# The E.N.D.
The E.N.D. (viết tắt của The Energy Never Dies) là album phòng thu thứ năm của nhóm nhạc người Mỹ The Black Eyed Peas, phát hành ngày 3 tháng 6 năm 2009 bởi Interscope Records. Sau thành công của album trước Monkey Business (2005) và thực hiện chuyến lưu diễn The Monkey Business Tour, nhóm lên kế hoạch thu âm đĩa nhạc tiếp theo với tên gọi tạm thời From Roots to Fruits và phát hành vào năm 2007, nhưng dự án được đổi tên và hoãn lại nhiều lần để những thành viên thực hiện album cá nhân. Đóng vai trò điều hành sản xuất của The E.N.D., will.i.am hợp tác với thành viên cùng nhóm apl.de.ap và những cộng sự lâu năm Printz Board và Poet Name Life, bên cạnh sự tham gia đóng góp từ một loạt nhà sản xuất khác nhau, bao gồm David Guetta, Jean Baptiste, DJ Replay, Keith Harris, Mark Knight, Funkagenda và Frederic Riesterer. Album đánh dấu sự khác biệt đáng kể về mặt âm nhạc so với những album trước đó của họ, kết hợp pop, hip hop và EDM bên cạnh những âm hưởng từ electro-funk, với nội dung ca từ đề cập đến chủ đề quen thuộc của nhóm như những mối quan hệ, tiệc tùng và nhiều vấn đề xã hội.
Sau khi phát hành, The E.N.D. nhận được những phản ứng trái chiều từ các nhà phê bình âm nhạc, trong đó họ đánh giá cao tính bắt tai và nỗ lực thu hút thế hệ người nghe mới của The Black Eyed Peas, nhưng cũng vấp phải nhiều chỉ trích bởi nội dung ca từ thiếu chiều sâu và lạm dụng Auto-Tune để xử lý giọng hát. Tuy nhiên, đĩa nhạc vẫn giúp nhóm nhận được sáu đề cử giải Grammy tại lễ trao giải thường niên lần thứ 52 và chiến thắng ba giải, bao gồm đề cử cho Album của năm và thắng giải Album giọng pop xuất sắc nhất. The E.N.D. cũng gặt hái những thành công lớn về mặt thương mại, đứng đầu các bảng xếp hạng tại Úc, Canada, Pháp và New Zealand, đông thời lọt vào top 10 ở hầu hết những quốc gia khác, bao gồm vươn đến top 5 ở những thị trường lớn như Áo, Đan Mạch, Đức, Ireland, Nhật Bản, Thụy Sĩ và Vương quốc Anh. Đĩa nhạc ra mắt ở vị trí số một trên bảng xếp hạng Billboard 200 tại Hoa Kỳ với 304,000 bản, trở thành album quán quân đầu tiên của The Black Eyed Peas tại đây. Tính đến nay, The E.N.D. đã bán được hơn 11 triệu bản trên toàn cầu, trở thành album bán chạy nhất sự nghiệp của The Black Eyed Peas.
Năm đĩa đơn đã được phát hành từ The E.N.D.. Hai đĩa đơn đầu tiên "Boom Boom Pow" và "I Gotta Feeling" thống trị các bảng xếp hạng trên toàn thế giới, đồng thời giúp The Black Eyed Peas lập kỷ lục khi cùng nhau dẫn đầu bảng xếp hạng Billboard Hot 100 tại Hoa Kỳ trong 26 tuần liên tiếp và lần lượt chiến thắng giải Grammy ở hạng mục Video ca nhạc hình thái ngắn xuất sắc nhất và Trình diễn song tấu hoặc nhóm nhạc giọng pop xuất sắc nhất. Đĩa đơn tiếp theo "Meet Me Halfway" đạt vị trí số một tại chín quốc gia, trong khi "Imma Be" trở thành đĩa đơn quán quân thứ ba của nhóm tại Hoa Kỳ. Đĩa đơn cuối cùng "Rock That Body" cũng tiếp nối những thành công tương tự, lọt vào top 10 tại nhiều thị trường nổi bật. Ngoài ra, "Imma Be", "Alive" và "Meet Me Halfway" cũng được phát hành dưới dạng đĩa đơn quảng bá trước khi ra mắt album. Để quảng bá cho The E.N.D., nhóm trình diễn trên nhiều chương trình truyền hình và lễ trao giải lớn, như American Idol, Late Show with David Letterman, Saturday Night Live, giải thưởng Âm nhạc Mỹ năm 2009 và giải Grammy lần thứ 52, cũng như thực hiện chuyến lưu diễn The E.N.D. World Tour (2009–10).

## Danh sách bài hát
| The E.N.D. – Phiên bản tiêu chuẩn | The E.N.D. – Phiên bản tiêu chuẩn | The E.N.D. – Phiên bản tiêu chuẩn                                                                             | The E.N.D. – Phiên bản tiêu chuẩn              | The E.N.D. – Phiên bản tiêu chuẩn |
| STT                               | Nhan đề                           | Sáng tác | Sản xuất                                       | Thời lượng                        |
| --------------------------------- | --------------------------------- | --- | ---------------------------------------------- | --------------------------------- |
| 1.                                | "Boom Boom Pow"                   | William Adams Allan Pineda Jaime Gomez Stacy Ferguson                                                         | will.i.am Jean Baptiste [a] Poet Name Life [a] | 5:08                              |
| 2.                                | "Rock That Body"                  | Adams Pineda Gomez Ferguson David Guetta Mark Knight Adam Walder Baptiste Jaime L. Munson Robert Ginyard, Jr. | Guetta will.i.am Knight [a] Funkagenda [a]     | 4:29                              |
| 3.                                | "Meet Me Halfway"                 | Adams Pineda Gomez Ferguson Keith Harris Baptiste Sylvia Gordon                                               | Harris will.i.am                               | 4:44                              |
| 4.                                | "Imma Be"                         | Adams Pineda Gomez Ferguson Harris Jared Tankel Daniel Foder Thomas Brenneck Michael Deller                   | Harris will.i.am                               | 4:16                              |
| 5.                                | "I Gotta Feeling"                 | Adams Pineda Gomez Ferguson Guetta Frédéric Riesterer                                                         | Guetta Riesterer [a]                           | 4:49                              |
| 6.                                | "Alive"                           | Adams Pineda Gomez Ferguson Baptiste                                                                          | will.i.am                                      | 5:03                              |
| 7.                                | "Missing You"                     | Adams Pineda Gomez Ferguson Printz Board Baptiste                                                             | Board will.i.am                                | 4:35                              |
| 8.                                | "Ring-A-Ling"                     | Adams Pineda Gomez Ferguson Harris                                                                            | Harris                                         | 4:33                              |
| 9.                                | "Party All the Time"              | Adams Pineda Gomez Ferguson                                                                                   | will.i.am                                      | 4:44                              |
| 10.                               | "Out of My Head"                  | Adams Pineda Gomez Ferguson Board Harris George Pajon Tim "Izo" Orindgreff                                    | Board will.i.am                                | 3:52                              |
| 11.                               | "Electric City"                   | Adams Pineda Gomez Ferguson Bert Berns Robert Feldman Gerald Goldstein Richard Gottehrer                      | will.i.am                                      | 4:08                              |
| 12.                               | "Showdown"                        | Adams Pineda Gomez Ferguson Ryan Buendia                                                                      | apl.de.ap DJ Replay                            | 4:27                              |
| 13.                               | "Now Generation"                  | Adams Pineda Gomez Ferguson Pajon Orindgreff                                                                  | will.i.am                                      | 4:06                              |
| 14.                               | "One Tribe"                       | Adams Pineda Gomez Ferguson Board                                                                             | will.i.am                                      | 4:41                              |
| 15.                               | "Rockin to the Beat"              | Adams Pineda Gomez Ferguson Board Pajon                                                                       | will.i.am                                      | 3:45                              |

| The E.N.D. – Phiên bản quốc tế (bản nhạc bổ sung) | The E.N.D. – Phiên bản quốc tế (bản nhạc bổ sung) | The E.N.D. – Phiên bản quốc tế (bản nhạc bổ sung)       | The E.N.D. – Phiên bản quốc tế (bản nhạc bổ sung) | The E.N.D. – Phiên bản quốc tế (bản nhạc bổ sung) |
| STT                                               | Nhan đề                                           | Sáng tác                                                | Sản xuất                                          | Thời lượng                                        |
| ------------------------------------------------- | ------------------------------------------------- | ------------------------------------------------------- | ------------------------------------------------- | ------------------------------------------------- |
| 16.                                               | "Mare"                                            | Adams Pineda Gomez Ferguson A R Rahman Buendia Baptiste | apl.de.ap DJ Replay                               | 2:55                                              |

| The E.N.D. – Phiên bản tại Nhật Bản (bản nhạc bổ sung) | The E.N.D. – Phiên bản tại Nhật Bản (bản nhạc bổ sung) | The E.N.D. – Phiên bản tại Nhật Bản (bản nhạc bổ sung) | The E.N.D. – Phiên bản tại Nhật Bản (bản nhạc bổ sung) | The E.N.D. – Phiên bản tại Nhật Bản (bản nhạc bổ sung) |
| STT                                                    | Nhan đề                                                | Sáng tác                                               | Sản xuất                                               | Thời lượng                                             |
| ------------------------------------------------------ | ------------------------------------------------------ | ------------------------------------------------------ | ------------------------------------------------------ | ------------------------------------------------------ |
| 16.                                                    | "Simple Little Melody"                                 | Adams Pineda Gomez Ferguson Baptiste Alexander Ridha   | Boys Noize                                             | 3:11                                                   |
| 17.                                                    | "Mare"                                                 | Adams Pineda Gomez Ferguson Rahman Buendia Baptiste    | apl.de.ap DJ Replay                                    | 2:55                                                   |

| The E.N.D. – Phiên bản giới hạn tại Nhật Bản (DVD kèm theo) | The E.N.D. – Phiên bản giới hạn tại Nhật Bản (DVD kèm theo) | The E.N.D. – Phiên bản giới hạn tại Nhật Bản (DVD kèm theo) | The E.N.D. – Phiên bản giới hạn tại Nhật Bản (DVD kèm theo) |
| STT                                                         | Nhan đề                                                     | Đạo diễn                                                    | Thời lượng                                                  |
| ----------------------------------------------------------- | ----------------------------------------------------------- | ----------------------------------------------------------- | ----------------------------------------------------------- |
| 1.                                                          | "Boom Boom Pow" (video ca nhạc)                             | Mathew Cullen Mark Kudsi                                    | 3:30                                                        |
| 2.                                                          | "Boom Boom Pow" (hậu trường)                                |                                                             |                                                             |

| The E.N.D. – Phiên bản cao cấp (đĩa kèm theo) | The E.N.D. – Phiên bản cao cấp (đĩa kèm theo) | The E.N.D. – Phiên bản cao cấp (đĩa kèm theo) | The E.N.D. – Phiên bản cao cấp (đĩa kèm theo) | The E.N.D. – Phiên bản cao cấp (đĩa kèm theo) |
| STT                                           | Nhan đề                                       | Sáng tác | Sản xuất                                      | Thời lượng                                    |
| --------------------------------------------- | --------------------------------------------- | --- | --------------------------------------------- | --------------------------------------------- |
| 1.                                            | "Where Ya Wanna Go"                           | Adams Pineda Gomez Ferguson Pajon Board Harris Orindgreff | will.i.am Bucky Jonson                        | 5:08                                          |
| 2.                                            | "Simple Little Melody"                        | Adams Pineda Gomez Ferguson Baptiste Ridha | Boys Noize                                    | 3:12                                          |
| 3.                                            | "Mare"                                        | Adams Pineda Gomez Ferguson Buendia Rahman | apl.de.ap DJ Replay                           | 2:55                                          |
| 4.                                            | "Don't Bring Me Down"                         | Adams Pineda Gomez Ferguson Buendia | apl.de.ap DJ Replay                           | 3:11                                          |
| 5.                                            | "Pump It Harder"                              | Adams Pineda Ferguson Thomas Van Musser Nicholas Roubanis James Brown | will.i.am                                     | 3:52                                          |
| 6.                                            | "Let's Get Re-Started"                        | Adams Pineda Gomez Terence Yoshiaki Michael Fratantuno Pajon | will.i.am Mark "Spike" Stent                  | 2:57                                          |
| 7.                                            | "Shut the Phunk Up"                           | Adams Gomez Pajon Philippe Wynne | will.i.am                                     | 4:19                                          |
| 8.                                            | "That's the Joint"                            | Gomez Paul Poli Pineda Barry Gibb Adams Greg Phillinganes Trevor Smith Malik Taylor Kamaal Fareed Ali Shaheed Muhammad                                                     | Poli will.i.am                                | 3:48                                          |
| 9.                                            | "Another Weekend"                             | Adams Pineda Gomez Tony Butler Sylvester Stewart | will.i.am                                     | 4:10                                          |
| 10.                                           | "Don't Phunk Around"                          | Ferguson Kalyanji Anandji Indeewar Adams Board Pajon Brian P George Curtis T. Bedeau Gerard Charles Hugh Clarke Paul A. George Lucien George Jr. Cleveland Bell Victor May | will.i.am                                     | 3:47                                          |

| The E.N.D. – Phiên bản cao cấp trên iTunes Store Bắc Mỹ (video bổ sung) | The E.N.D. – Phiên bản cao cấp trên iTunes Store Bắc Mỹ (video bổ sung) | The E.N.D. – Phiên bản cao cấp trên iTunes Store Bắc Mỹ (video bổ sung) |
| STT                                                                     | Nhan đề                                                                 | Thời lượng                                                              |
| ----------------------------------------------------------------------- | ----------------------------------------------------------------------- | ----------------------------------------------------------------------- |
| 11.                                                                     | "The E.N.D."                                                            | 29:59                                                                   |

| The E.N.D. – Phiên bản Giáng sinh tại Pháp (đĩa kèm theo) | The E.N.D. – Phiên bản Giáng sinh tại Pháp (đĩa kèm theo) | The E.N.D. – Phiên bản Giáng sinh tại Pháp (đĩa kèm theo) |
| STT                                                       | Nhan đề                                                   | Thời lượng                                                |
| --------------------------------------------------------- | --------------------------------------------------------- | --------------------------------------------------------- |
| 11.                                                       | "Boom Boom Guetta" (David Guetta's Electro Hop Remix)     | 4:05                                                      |
| 12.                                                       | "I Gotta Feeling" (David Guetta FMIF Remix)               | 6:12                                                      |
| 13.                                                       | "The E.N.D." (video)                                      | 29:59                                                     |

Ghi chú
- ^a  nghĩa là đồng sản xuất
- Phiên bản nhạc số của The E.N.D. loại bỏ phần mở rộng dài một phút của will.i.am trong "Boom Boom Pow", thay vào đó sử dụng phiên bản đĩa đơn của bài hát.

Ghi chú nhạc mẫu
- "Rock That Body" sử dụng nhạc mẫu "It Takes Two", thể hiện bởi Rob Base & DJ EZ Rock, vốn sử dụng nhạc mẫu "Think (About It)", thể hiện bởi Lyn Collins.
- "Imma Be" sử dụng nhạc mẫu "Ride or Die", thể hiện bởi the Budos Band.
- "Electric City" chứa một phần của "I Want Candy", thể hiện bởi Bow Wow Wow.
- "Mare" sử dụng nhạc mẫu "Hai Rama", sáng tác bởi A. R. Rahman.

## Xếp hạng
| Bảng xếp hạng (2009–2010)                | Vị trí cao nhất |
| ---------------------------------------- | --------------- |
| Album Úc (ARIA)                          | 1               |
| Album Áo (Ö3 Austria)                    | 5               |
| Album Bỉ (Ultratop Vlaanderen)           | 3               |
| Album Bỉ (Ultratop Wallonie)             | 1               |
| Album Canada (Billboard)                 | 1               |
| Album Đan Mạch (Hitlisten)               | 5               |
| Album Hà Lan (Album Top 100)             | 8               |
| Album Châu Âu (Billboard)                | 1               |
| Album Phần Lan (Suomen virallinen lista) | 17              |
| Album Pháp (SNEP)                        | 1               |
| Album Đức (Offizielle Top 100)           | 2               |
| Album Hy Lạp (IFPI)                      | 7               |
| Album Hungaria (MAHASZ)                  | 10              |
| Album Ireland (IRMA)                     | 3               |
| Album Ý (FIMI)                           | 8               |
| Album Nhật Bản (Oricon)                  | 2               |
| Album Mexico (Top 100 Mexico)            | 7               |
| Album New Zealand (RMNZ)                 | 1               |
| Album Na Uy (VG-lista)                   | 28              |
| Album Ba Lan (ZPAV)                      | 7               |
| Album Bồ Đào Nha (AFP)                   | 1               |
| Album Scotland (OCC)                     | 2               |
| Album Nam Phi (RISA)                     | 5               |
| Album Tây Ban Nha (PROMUSICAE)           | 7               |
| Album Thụy Điển (Sverigetopplistan)      | 18              |
| Album Thụy Sĩ (Schweizer Hitparade)      | 2               |
| Album Anh Quốc (OCC)                     | 3               |
| Album Anh Quốc R&B (OCC)                 | 1               |
| Album Hoa Kỳ Billboard 200               | 1               |
| Album Hoa Kỳ Top R&B/Hip-Hop (Billboard) | 1               |

| Bảng xếp hạng (2009)                      | Vị trí |
| ----------------------------------------- | ------ |
| Album Úc (ARIA)                           | 3      |
| Album Áo (Ö3 Austria)                     | 27     |
| Album Bỉ (Ultratop Flanders)              | 22     |
| Album Bỉ (Ultratop Wallonia)              | 16     |
| Album Canada (Billboard)                  | 4      |
| Album Hà Lan (Album Top 100)              | 34     |
| Album Châu Âu (Billboard)                 | 8      |
| Album Pháp (SNEP)                         | 6      |
| Album Đức (Offizielle Top 100)            | 28     |
| Album Hungaria (MAHASZ)                   | 78     |
| Album Ireland (IRMA)                      | 6      |
| Album Ý (FIMI)                            | 53     |
| Album Nhật Bản (Oricon)                   | 33     |
| Album Mexico (Top 100 Mexico)             | 16     |
| Album New Zealand (RMNZ)                  | 5      |
| Album Ba Lan (ZPAV)                       | 75     |
| Album Thụy Sĩ (Schweizer Hitparade)       | 15     |
| Album Anh Quốc (OCC)                      | 4      |
| Hoa Kỳ Billboard 200                      | 10     |
| Hoa Kỳ Top R&B/Hip-Hop Albums (Billboard) | 17     |
| Album Toàn cầu (IFPI)                     | 2      |
| Bảng xếp hạng (2010)                      | Vị trí |
| Album Úc (ARIA)                           | 26     |
| Album Áo (Ö3 Austria)                     | 69     |
| Album Bỉ (Ultratop Flanders)              | 3      |
| Album Bỉ (Ultratop Wallonia)              | 3      |
| Album Canada (Billboard)                  | 6      |
| Album Hà Lan (Album Top 100)              | 47     |
| Album Châu Âu (Billboard)                 | 2      |
| Album Pháp (SNEP)                         | 7      |
| Album Đức (Offizielle Top 100)            | 93     |
| Album Ireland (IRMA)                      | 20     |
| Album Ý (FIMI)                            | 30     |
| Album Mexico (Top 100 Mexico)             | 16     |
| Album New Zealand (RMNZ)                  | 49     |
| Album Tây Ban Nha (PROMUSICAE)            | 17     |
| Album Thụy Điển (Sverigetopplistan)       | 79     |
| Album Thụy Sĩ (Schweizer Hitparade)       | 11     |
| Album Anh Quốc (OCC)                      | 23     |
| Hoa Kỳ Billboard 200                      | 10     |
| Hoa Kỳ Top R&B/Hip-Hop Albums (Billboard) | 2      |
| Album Toàn cầu (IFPI)                     | 13     |
| Bảng xếp hạng (2011)                      | Vị trí |
| Album Anh Quốc (OCC)                      | 185    |
| Hoa Kỳ Billboard 200                      | 114    |

| Bảng xếp hạng (2000–2009) | Vị trí |
| ------------------------- | ------ |
| Album Úc (ARIA)           | 84     |
| Bảng xếp hạng (2010–2019) | Vị trí |
| Hoa Kỳ Billboard 200      | 77     |

| Bảng xếp hạng                             | Vị trí |
| ----------------------------------------- | ------ |
| Hoa Kỳ Billboard 200                      | 96     |
| Hoa Kỳ Top R&B/Hip-Hop Albums (Billboard) | 2      |

## Chứng nhận
| Quốc gia | Chứng nhận  | Số đơn vị/doanh số chứng nhận |
| --- | ----------- | ----------------------------- |
| Úc (ARIA) | 4× Bạch kim | 280.000^                      |
| Bỉ (BEA) | 3× Bạch kim | 90.000*                       |
| Brasil (Pro-Música Brasil) | Bạch kim    | 60.000*                       |
| Canada (Music Canada) | 5× Bạch kim | 400.000^                      |
| Đan Mạch (IFPI Đan Mạch) | Bạch kim    | 20.000‡                       |
| Pháp (SNEP) | Kim cương   | 700,000                       |
| Đức (BVMI) | 2× Bạch kim | 600.000^                      |
| Ireland (IRMA) | 4× Bạch kim | 60.000^                       |
| Ý (FIMI) | 2× Bạch kim | 100.000*                      |
| Nhật Bản (RIAJ) | Bạch kim    | 250.000^                      |
| Lebanon (IFPI Middle East) | Vàng        | 1,000                         |
| México (AMPROFON) | Bạch kim    | 80.000^                       |
| New Zealand (RMNZ) | 4× Bạch kim | 60.000‡                       |
| Ba Lan (ZPAV) | Bạch kim    | 20.000*                       |
| Bồ Đào Nha (AFP) | Bạch kim    | 20.000^                       |
| Nga (NFPF) | Vàng        | 10.000*                       |
| Singapore (RIAS) | Bạch kim    | 10.000*                       |
| Tây Ban Nha (PROMUSICAE) | Vàng        | 40.000^                       |
| Thụy Sĩ (IFPI) | 2× Bạch kim | 60.000^                       |
| Anh Quốc (BPI) | 5× Bạch kim | 1.500.000^                    |
| Hoa Kỳ (RIAA) | 2× Bạch kim | 3,000,000                     |
| Tổng hợp |             |                               |
| Châu Âu (IFPI) | 3× Bạch kim | 3.000.000*                    |
| Toàn cầu | —           | 11,000,000                    |
| * Chứng nhận dựa theo doanh số tiêu thụ. ^ Chứng nhận dựa theo doanh số nhập hàng. ‡ Chứng nhận dựa theo doanh số tiêu thụ và phát trực tuyến. |             |                               |

## Lịch sử phát hành
| Khu vực        | Ngày             | Phiên bản                | Định dạng             | Hãng đĩa        | Ct.             |
| -------------- | ---------------- | ------------------------ | --------------------- | --------------- | --------------- |
| Nhật Bản       | June 3, 2009     | Tiêu chuẩn giới hạn      | CD CD+ DVD            | Universal Music | [ 4 ] [ 112 ]   |
| Đan Mạch       | June 4, 2009     | Tiêu chuẩn               | CD                    | Universal Music | [ 2 ]           |
| Đức            | 5 tháng 6, 2009  | Tiêu chuẩn cao cấp       | CD CD kép             | Universal Music | [ 113 ] [ 114 ] |
| Ba Lan         | 5 tháng 6, 2009  | Tiêu chuẩn               | CD                    | Universal Music | [ 115 ]         |
| Úc             | 8 tháng 6, 2009  | Tiêu chuẩn               | CD                    | Universal Music | [ 116 ]         |
| Pháp           | 8 tháng 6, 2009  | Tiêu chuẩn               | CD                    | Polydor         | [ 117 ]         |
| Vương quốc Anh | 8 tháng 6, 2009  | Tiêu chuẩn cao cấp       | CD CD kép             | Polydor         | [ 3 ] [ 6 ]     |
| Canada         | 9 tháng 6, 2009  | Tiêu chuẩn cao cấp       | CD CD kép             | Universal Music | [ 118 ] [ 119 ] |
| Pháp           | 9 tháng 6, 2009  | Cao cấp                  | CD kép                | Polydor         | [ 120 ]         |
| Hoa Kỳ         | 9 tháng 6, 2009  | Tiêu chuẩn cao cấp [ b ] | CD CD kép Tải nhạc số | Interscope      | [ 121 ] [ 122 ] |
| Hoa Kỳ         | 16 tháng 6, 2009 | Tiêu chuẩn               | LP                    | Interscope      | [ 123 ]         |
| Đức            | 23 tháng 6, 2009 | Tiêu chuẩn               | LP                    | Universal Music | [ 124 ]         |
| Nhật Bản       | 9 tháng 9, 2009  | Cao cấp                  | CD kép                | Universal Music | [ 125 ]         |
| Pháp           | 7 tháng 12, 2009 | Giáng sinh               | CD kép                | Polydor         | [ 8 ]           |